# The Running Man (película de 2025)
The Running Man es una próxima película de ficción distópica británico-estadounidense, producida y dirigida por Edgar Wright a partir de un guion que escribió junto a Michael Bacall, basado en la novela homónima de 1982 de Stephen King (bajo su seudónimo Richard Bachman), que supone la segunda adaptación del libro tras la película de 1987. Está protagonizada por Glen Powell, Katy O'Brian, Daniel Ezra, Karl Glusman, Josh Brolin, Lee Pace, Jayme Lawson, Michael Cera, Emilia Jones y William H. Macy. Está previsto su estreno por Paramount Pictures el 21 de noviembre de 2025.

## Trama
Ambientada en 2025, un programa de juegos llamado The Running Man hace que la gente sea perseguida por cazadores asesinos por todo el mundo para ganar dinero.

## Reparto
- Glen Powell como Ben Richards[1]
- Katy O'Brian como concursante[2]
- Daniel Ezra como concursante[3]
- Karl Glusman como un cazador[4]
- Josh Brolin como Dan Killian, el productor de la serie[5]
- Lee Pace como Evan McCone, un cazador[6]
- Jayme Lawson como Sheila Richards, la mujer de Ben[7]
- Michael Cera como Bradley Throckmorton, un rebelde que ayuda a Ben[8]
- Emilia Jones como Amelia Williams, una civil tomada como rehén por Richards[8]
- William H. Macy como un hombre que ayuda a Richards cuando está huyendo[9]

## Producción

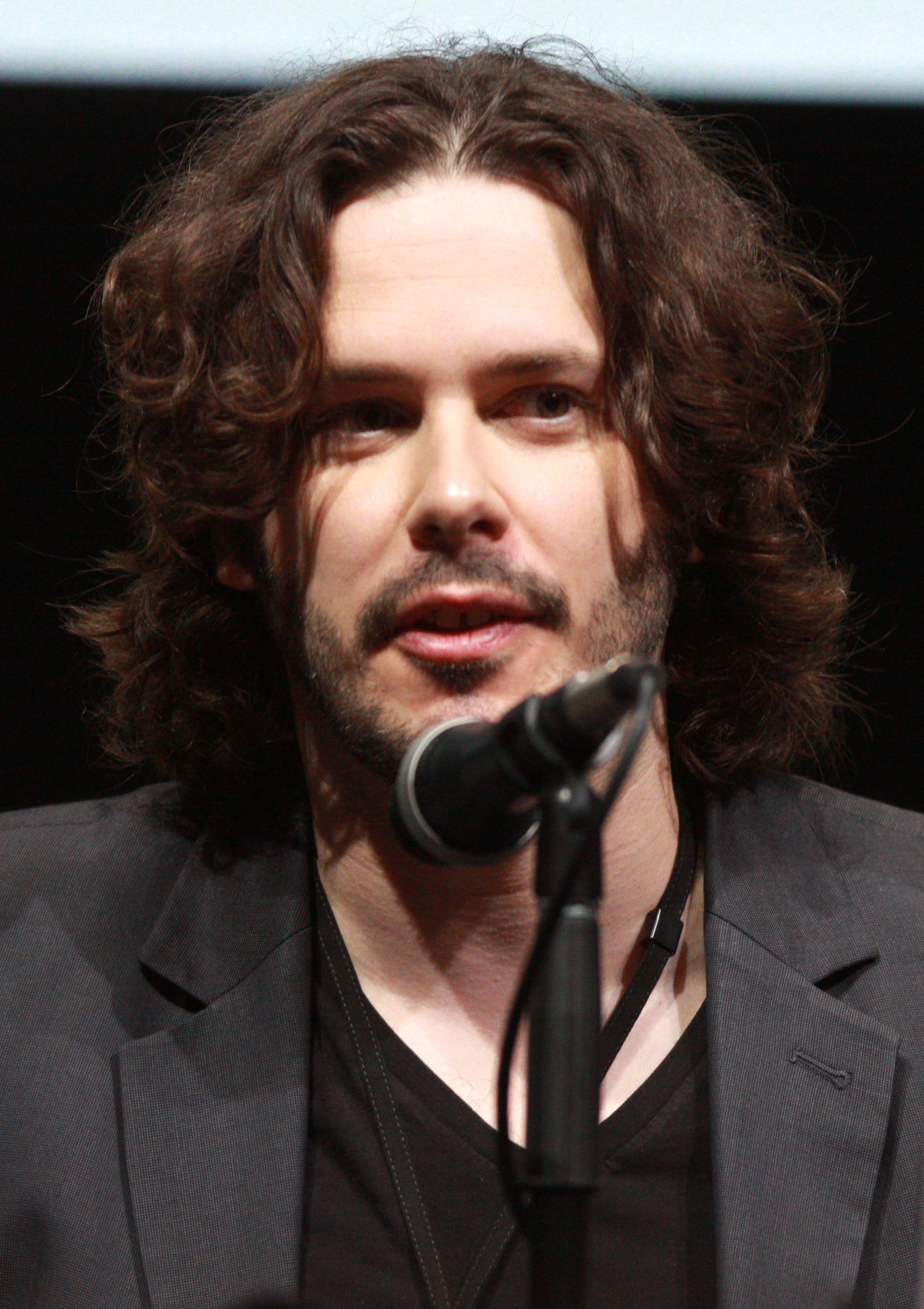
Director Edgar Wright.

En 2017, Edgar Wright reveló en Twitter su deseo de hacer un remake de la película de 1987 The Running Man, a su vez una adaptación de la novela de Stephen King. En febrero de 2021, Paramount Pictures anunció el desarrollo de una película basada en la novela. Wright fue contratado para dirigir la película, después de haber desarrollado una historia con Michael Bacall, quien escribiría el guion. La nueva adaptación no era un remake de la película original, sino una adaptación «mucho más fiel» del material original. Simon Kinberg y Audrey Chon fueron anunciados como productores bajo Genre Films de Kinberg, junto a Nira Park de la productora británica de Wright Complete Fiction. En abril de 2024, Glen Powell fue elegido para el papel protagonista.  Los miembros del reparto se anunciaron en octubre.
El rodaje comenzó en el Reino Unido el 4 de noviembre de 2024, y concluyó en marzo de 2025. El Estadio de Wembley se utilizó durante una semana para una secuencia de acción.

## Lanzamiento
El estreno en cines de la película está previsto para el 21 de noviembre de 2025.